# Билибин, Сергей Владимирович
Сергей Владимирович Билибин — конструктор, испытатель и руководитель производства изделий для нужд обороны, лауреат Ленинской премии. Один из создателей экспериментального полигонного комплекса ПРО (Системы «А») и первого советского локатора на новых физических принципах ЛЭ-1.

## Биография
Родился 27 июня 1934 года в Москве в семье педагогов.
В апреле 1953 года окончил Щелковский электровакуумный техникум по специальности «техник-механик по оборудованию электровакуумных заводов». В период прохождения преддипломной практики в НИИ — 160 (Фрязино), работая в отделе 130, сконструировал прибор для измерения вторичной эмиссии материалов, который в дальнейшем применялся при создании электроннолучевых запоминающих трубок.
С ноября 1953 года руководитель электровакуумного участка по изготовлению фоточувствительных пластин для приемников ИК-диапазона в ЦКБ Красногорского оптико-механического завода.
С сентября 1954 года служил в Войсках ПВО. В мае 1955 года окончил школу операторов РЛС Северного военного округа, служил там же помощником командира взвода и затем командиром взвода.
В декабре 1957 года уволился в запас и поступил на предприятие п/я 1323 (ОКБ «Вымпел») в отдел разработки контрольно-регистрирующей аппаратуры, последняя должность — руководитель группы. Участвовал в разработке лазерного локатора ЛЭ-1 и радиолокатора РЭ-4, принимал участие в их полигонных испытаниях.
В 1964 году окончил заочное отделение Московского филиала Киевского института гражданской авиации по специальности «Техническая эксплуатация авиационного радиооборудования аэропортов».
В 1969 году переведён в ЦКБ «Луч» на должность начальника лаборатории (изготовление аппаратуры Л-80, регистрация и экспресс обработка информации о параметрах локатора ЛЭ-1 в процессе его настройки и испытаний).
В 1973 году назначен ответственным представителем главного конструктора СКБ-1 на Государственном научно-исследовательском испытательном полигоне № 10 МО СССР (испытания локатора ЛЭ-1 в активном режиме).
С 1974 года заместитель главного конструктора СКБ-1 , с 1978 года — главный конструктор — начальник СКБ-1.
С 30 сентября 1980 года первый заместитель генерального директора НПО «Астрофизика» — главный инженер. В этот период руководил следующими работами:
- создание на объекте «Спас» и в ОКБ «Радуга» оптических цехов и участков по нанесению покрытий;
- строительство в Краснодаре цеха для выращивания кристаллов;
- организация производства станков для алмазной обработки крупногабаритных металлических зеркал;
- разработка материалов, устойчивых к лазерному излучению;
- создание центра по машинному конструированию и изготовлению микросхем, лазерных гироскопов и медицинских приборов.

В 1987—1988 годах начальник ОКБ «Радуга».
Кандидат технических наук.
Лауреат Ленинской премии.
Скончался 12 декабря 2014 года.